# Controvérsia em relação à dança de Cisne Negro
A controvérsia em relação à dança de Cisne Negro surge porque a bailarina Sarah Lane, solista do American Ballet Theatre, foi "dublê de dança" de Natalie Portman. Em uma publicação em 3 de março para a revista Dance, Wendy Perron, editora-chefe, perguntou: "Será que as pessoas realmente acreditam que se leva apenas um ano para se tornar uma bailarina?" Sabemos que Natalie Portman estudou balé quando criança e teve um ano de treinamento intensivo para o filme, mas isso não significa que se tornou uma bailarina, mas parece que muitas pessoas acreditam que ela fez sua própria dança em Black Swan". Isso fez com que Benjamin Millepied, Mila Kunis e Aronofsky defendessem Portman, bem como uma resposta de Lane sobre o assunto.

## Histórico

### Pré-cerimônia do prêmio Oscar
O diretor afirmou em uma entrevista em julho de 2010 que: "A maioria dessas mulheres começaram a dançar quando tinham 4, 5 ou 6 anos de idade, seus corpos têm uma forma diferente porque começaram tão jovens. Exceto nas cenas longas quando é preciso fazer en pointe por muito tempo, é Natalie na tela. Não usei muito sua dublê." Quando perguntado se Portman fazia todas as danças, respondeu: "Nem todas, mas muitas. Na cena do prólogo de abertura, quando ela caminha para a luz batendo as asas na ponta dos pés, é 100% a atriz, sem montagem, sem Natalie Portman digital. Quando a câmera segue-a e ela está no topo da rampa sangrando, e está na ponta dos pés antes de saltar — isso é Natalie Portman fazendo en pointe".
Em uma entrevista em 29 de novembro de 2010, a outra dublê, Kimberly Prosa, também acrescentou: "Natalie estudou durante vários meses da cintura para cima. Sarah Lane fez os truques pesados, fez os fouettés, mas não ficou por muito tempo, cerca de duas semanas, então eu fiz o restante das cenas de dança que eles precisavam." Além disso, Portman disse em uma entrevista ao MSN: "Eu fiz tudo, e a dublê de dança — Sarah Lane, que é uma dançarina realmente maravilhosa, eles nos gravaram fazendo tudo, mas por o filme está em sua maioria em close-ups, usaram-me mais. As partes que eu não poderia fazer porque era muito complicadas, Sarah fazia isso na ponta dos pés e eu da cintura para cima." Ela também afirmou em uma entrevista de novembro de 2010 com a WBUR que "há uma bailarina maravilhosa, Sarah Lane, que fez o trabalho na ponta dos pés mais complicado, mas eu fiz o conteúdo que era possível aprender em um ano".
Em dezembro de 2010, Lane também deu uma entrevista a Kina Poon, da revista Dance, em que ela responde à pergunta "como é a sensação de fazer parte de um desempenho que alguns críticos estão dando críticas positivas a Natalie Portman? Ela respondeu: "Não estou realmente procurando qualquer tipo de reconhecimento. O processo foi uma enorme experiência e aprendizagem e eu tenho tudo o que eu quero fora dele. Mas [Portman] merece o reconhecimento. Ela trabalhou muito duro." O envolvimento de Lane em Black Swan também foi mencionado em duas outras revistas de dança e em um artigo no site do The New York Times.

#### Wendy Perron
Durante a cerimônia do Oscar, quando foi anunciado que Portman ganhou na categoria de Melhor Atriz, em seu discurso de aceitação, ela agradeceu a muitas pessoas, mas não mencionou Lane. Wendy Perron publicou no dia 3 de março de 2011 no blog da revista Dance o porquê de um vídeo clipe mostrando o rosto de Lane sendo substituído pelo da atriz foi disponível online, mas posteriormente removido da internet antes da premiação Oscar. Ela também especulou se Portman não mencionou a dublê propositadamente durante seu discurso de aceitação ou foi um caso de "esquecimento no calor do momento, ou essa omissão e a exclusão do vídeo foram planejados pelo estúdio"? Também foi notado que Lane é creditada como lady in the lane (na tradução literal, moça na pista), ou seja, uma figurante e não como stunt (dublê).
Na semana seguinte Perron publicou um segundo post no blog sobre o assunto. Ela entrevistou Lane, que afirmou que não esperava ser nomeada durante o discurso de aceitação de Portman, porque um produtor do Fox Searchlight lhe pediu para não dar entrevistas até a finalização da cerimonia do Oscar: "Eles estavam tentando criar esse parecer de que [Portman] se tornou uma bailarina em um ano e meio [...] Então eu sabia que eles não queriam divulgar nada sobre mim." Perron afirmou que Lane disse que "estava mais ofendida por esse mito [de que Portman tornou-se uma bailarina em pouco tempo] do que qualquer reconhecimento para ela como uma dublê que trabalhou 'minuciosamente' horas no set. Ela disse que falara com seus colegas "como é infeliz, os bailarinos profissionais trabalham tão duro, mas as pessoas realmente acreditam que é fácil aprendê-lo em um ano. 'Essa é a coisa que mais me incomodou'".

## Reações

### Benjamin Millepied
Benjamin Millepied (marido de Portman e dançarino principal do New York City Ballet que estreou em Black Swan como ator e coreógrafo) respondeu ao blog de Perron em uma entrevista em 23 de março com o Los Angeles Times. Ele afirma na entrevista que "há artigos que agora falam sobre a dublê de dança [Sarah Lane], que dão a impressão de que [Lane] fez muito trabalho, mas realmente, ela só fez o trabalho de pés, e os fouettés e uma diagonal no estúdio. Honestamente, 85% desse filme é Natalie."

### Sarah Lane
Lane foi então questionada sobre o assunto em uma entrevista em 25 de março com o Entertainment Weekly, ela respondeu que "das cenas de corpo inteiro, eu diria que 5% são Natalie [...] Todas as outras são eu". Em uma entrevista posterior com Christopher John Farley, do The Wall Street Journal, ela afirma que:
| “ | Eu fiz todas as danças. Natalie e eu alternávamos nas tomadas. Eles faziam as gravações de close-up e dos braços para cima com ela. Em seguida, faziam o mesmo comigo, só que gravavam meu corpo inteiro de longe ou close-ups dos meus pés. No entanto, houve algumas tomadas que gravaram de mais perto, então trocavam digitalmente seu rosto em meu corpo. | ” |

Isso aconteceu, ela afirma, porque apenas alguém que teve anos de treinamento é capaz de realizar [passos] desta maneira. Sobre o assunto de que ela estava fazendo isso para ter quinze minutos de fama, disse: "Definitivamente não", e acrescenta "Foi tudo minha culpa realmente, porque eu não tinha um agente [...] Quando eu estava para assinar o contrato, me disseram que nos créditos finais a decisão [de quem terá seu nome e como ficará é] do produtor [...] Então, assinei o contrato e deixei, pois pensava que iriam tipo cuidar de mim, porque eram realmente encorajadores e verdadeiramente gentis e sempre diziam como eu estava incrível. Eles tipo que me encorajavam quando eu teria que fazer tomadas que eram realmente difíceis e quase impossível, mesmo para um dançarino de balé profissional".

No entanto, ela afirma que sua resposta à questão do crédito está sendo deturpada, fazendo com que ela "fique a impressão de ser gananciosa". Em resposta ao blog de Perron sobre a possibilidade de um "encobrimento", afirmou que queria esclarecer que "eu quero que as pessoas saibam que você não pode absolutamente se tornar um dançarino de balé profissional em um ano e meio, não importa o quanto você trabalha, eu tenho feito isso há 22 anos." Lane também reitera que ela foi solicitada pelos produtores a parar de dar entrevistas até depois da finalização da cerimônia do Oscar, e acha que isso aconteceu, por que:
| “ | Eu tinha lido um monte de artigos que Natalie tinha feito, onde disse que ela fez 90 por cento da dança. E nunca mencionou meu nome. Ninguém nunca mencionou meu nome, quase nunca. Não sou tola, tenho a impressão de que eles realmente querem fazer parecer que [Portman] tinha conseguido algo incrível. | ” |

Lane continuou: "Eu quero que as pessoas saibam que ela trabalhou muito e que perdeu muito peso, para que quando você olhasse para ela dissesse que ela poderia ser uma dançarina dos braços para cima. Ela é uma atriz incrível, não posso agir assim, mas dizer que ela fez todas as danças é absolutamente ridículo para quem entende alguma coisa sobre balé".

### Equipe do filme
Em resposta, as principais pessoas envolvidas com o filme (particularmente Aronofsky e a Fox Searchlight) rebateram as reivindicações de Lane. Eles declararam: "Nós tivemos a sorte de ter Sarah no set para fazer as sequências de dança mais complicadas e não temos nada além de elogios pelo trabalho duro que ela fez. No entanto, a própria Natalie fez a maioria das danças, em destaque no filme final. Aronofsky afirmou em uma entrevista com a Entertainment Weekly:
Pedi para o meu editor contar as imagens. Há 139 cenas de dança no filme. Natalie Portman está em 111 sem nenhum retoque. Vinte e oito são feitas pela sua dublê Sarah Lane. As imagens com a dublê foram abertas e raramente duraram mais de um segundo. Há duas longas e complicadas sequências em que usamos sobreposição de rostos. Ainda assim, se estivéssemos julgando pelo tempo, mais de 90% é Portman. E para ficar claro, Natalie dançava em pointe em sapatilhas. Se você observar a cena do prólogo de abertura, que dura 85 segundos, foi dançada completamente por Natalie, ela sai da cena na ponta dos pés. Isso é completamente sem montagem digital. Estou respondendo a isto para descansar e defender minha atriz. Natalie suou muito e duro para entregar um grande desempenho físico e emocional. E eu não quero que ninguém pense que não é ela que eles estão assistindo. É isso.
Mila Kunis, também deu uma entrevista a Entertainment Weekly em que ela disse: "Natalie dançou muito. É lamentável que isso tenha gerado tanta repercussão e colocado em xeque o merecimento e as conquistas dela. Sarah Lane não foi usada o tempo todo. Ela era mais uma garantia. Caso Nat não conseguisse fazer algo, ela entrava em ação. Eu também tive uma dublê, todos nós tivemos. Ninguém nunca vai negar isso".
Em uma troca de e-mails com Farley, publicada em 28 de março no The Wall Street Journal, Perron afirmou que "o departamento de publicidade do Fox Searchlight está fazendo seu trabalho na promoção do trabalho de Portman." Ela também observou: "Natalie fez a maior parte da dança onde você a viu em closeup, e ela trabalhou duro para torná-las convincentes. Obviamente, as tomadas mais além, como as das piruetas e close-ups nos pés foram Sarah ou outra dublê."